# Столбищенская школа имени А. П. Малышева
Столбищенская средняя общеообразовательная школа им. Героя СССР А. П. Малышева — среднее общеобразовательное учебное заведение в селе Столбище Лаишевского района Татарстана. С 1993 года работает спортивно-патриотический клуб «Отечество» — активный участник поисковых экспедиций в места боёв врёмён Великой Отечественной войны. В 2006 году в школе были основаны кадетские классы. У школы есть свой герб и гимн. Ежемесячно выпускается школьная газета «Next». Всего в школе работают 63 учителя, и учатся более 1000 учеников.

## История школы

### XIX век
1840 год — открытие церковно-приходской школы.
1869 год — открытие земской школы.

### Первая половина XX века
1918 год — открытие восьмилетней школы.
1936 год — открытие средней школы. Построено двухэтажное деревянное здание (8 классных комнат, спортивный зал, учительская, библиотека, лаборатория по физике и химии).
1940—1941 года — первый выпуск школы (11 учащихся).

### Третья четверть XX века
1951 год — здание районного исполнительного комитета (райисполкома) было передано под школьный интернат (учились дети из 13 сел и деревень).
1954 год — заложен учебно-опытный участок и школьный сад.
1956 год — здание военкомата было передано под мастерскую.
1957 год — здание интерната было переведено в здание ветеринарной лечебницы. В этот же год в здании бывшего интерната была организована школьная птицеферма. А также была открыта спортивная площадка, построен стадион силами учащихся и учителей.
1958 год — здание народного суда было передано под начальную школу.
1965 год — в основном здании было проведено паровое отопление.
1974 год — введен в действие корпус № 1 нового кирпичного здания. Школа начала заниматься по кабинетной системе.
1974—1984 года — приказом Министра просвещения Татарской АССР школа является базой ТИУУ и КГПИ.

### Конец XX века
1984 год — построен корпус № 2 (пристрой школы), где было 32 кабинета.
1984—1985 года — был открыт компьютерный класс.
1986 год — совместно с ОПХ «Столбищенское» в школе был открыт учебно-производственный комбинат (автомашина, 2 трактора).
1986—1987 года — введено обучение детей с 6 лет, организован класс со спальной комнатой, переход на 11-летнее обучение.
1992 год — было введено преподавание татарского языка и литературы.
1993 год — был создан поисковый отряд «Отечество».
1995—1996 года — сформированы классы с обучением на татарском языке (5 классов).
1995—1997 года — силами учителей и учеников ведется строительство второго спортзала.
1998 год — выход первого номера школьной газеты «Next».

### Начало XXI века
2001 год — обновлен компьютерный класс.
2002 год — открыт спортивно-патриотический клуб «Отечество».
2003 год — школе был подарен автобус.
2005—2006 года — введено предпрофильное и профильное обучение в старших классах.
2006 год — школе было присвоено имя Героя Советского Союза А. П. Малышева. Открыты два кадетских класса (5 и 9). Школьники старших классов заняли первое место во всероссийской военно-патриотической игре «Победа», за что школе подарили второй автобус.
2008 год — школу посетил Минтимер Шарипович Шаймиев. При подготовке к встрече президента капитально отремонтирована школа и благоустроена пришкольная территория, построена новая хоккейная коробка.